# Cabot (Arkansas)

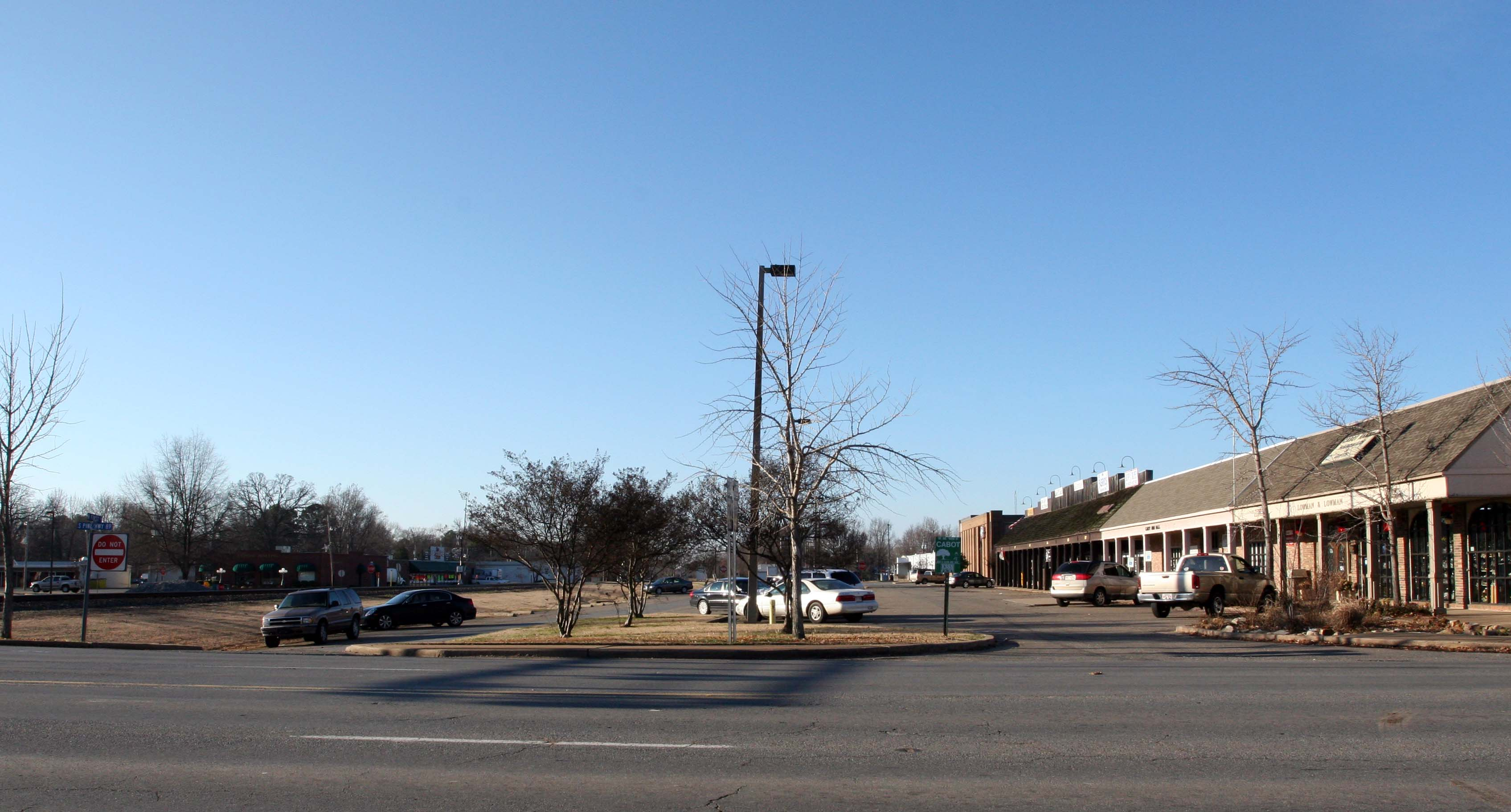
Cabot

Cabot is een plaats (city) in de Amerikaanse staat Arkansas, en valt bestuurlijk gezien onder Lonoke County. Mayor: Bill Cypert.

## Demografie
Bij de volkstelling in 2000 werd het aantal inwoners vastgesteld op 15.261.
In 2006 is het aantal inwoners door het United States Census Bureau geschat op 22.186, een stijging van 6925 (45,4%).

## Geografie
Volgens het United States Census Bureau beslaat de plaats een oppervlakte van
49,7 km², waarvan 49,5 km² land en 0,2 km² water. Cabot ligt op ongeveer 93 m boven zeeniveau.

## Plaatsen in de nabije omgeving
De onderstaande figuur toont nabijgelegen plaatsen in een straal van 24 km rond Cabot.